# Карл, Карл (театральный деятель)
Карл Карл (нем. Carl Carl или Karl Carl, настоящее имя Карл Андреас Бернбрунн, Karl Andreas Bernbrunn, 7 ноября 1787, Краков — 14 августа 1854, Бад-Ишль) — австрийский театральный деятель первой половины XIX века, актер, режиссёр, директор театра. Основатель Карл-театра в Вене, носившего его имя.

## Биография
Карл Андреас Бернбрунн родился в Кракове. В качестве даты его рождения Австрийский биографический словарь 1957 года указывает 7 ноября 1787 года, а Новая немецкая биографическая энциклопедия, вышедшая в эти же годы, 7 ноября 1789 года, с комментарием, что эта дата, видимо, не подлинная и была призвана скрыть факт незаконного рождения. Его отцом был спекулянт из Западной Германии, также носивший имя Карл Андре Бернбрунн, а матерью — Мария-Анна Планкенштерн, потомственная дворянка и разведённая жена поэта И. Б. фон Альксингера. Отцовство Карла Бернбрунна-старшего было подтверждено только после смерти Альксингера в 1797 году.
С 1805 года Бернбрунн-младший служит в армии. В 1809 году, будучи в чине прапорщика австрийской службы, Бернбрунн попал в плен к французам во время военных действий в Южном Тироле и должен был быть расстрелян в Мантуе, но по ходатайству влиятельных лиц был отпущен, предварительно обязавшись честным словом никогда не воевать в рядах противников Франции. Он сдержал своё слово и в 1810 году оставил службу, начав актерскую карьеру.
После дебюта в Йозефштадтском театре (Вена) он перебирается в Мюнхен. Там он сначала выступает в театре Вейнмюллера, позже в Баварском придворном театре и в 1822 году возглавляет мюнхенский Изартор-театр. В Мюнхене Бернбрунн познакомился с популярной актрисой Маргарет Ланг, которая затем стала его женой. При Бернбрунне мюнхенский театр принимает у себя ведущих актеров и становится доходным предприятием.
В 1826 году Карл перебирается в Вену, где принимает руководство театром «Ан дер Вин» и работает в тесном контакте с директором Йозефштадтского театра Жозефиной фон Шейдлин. В театре Карла играет известный комик Венцель Шольц, а в 1831 году в его труппе появляется комический актер и композитор Иоганн Нестрой.
В 1838 году Карл приобрёл Леопольдштадтский театр и одновременно руководил и им, и театром «Ан дер Вин», с которым расстался только в 1845 году. Карл перестроил Леопольдштадтский театр, но остался не удовлетворён и в 1847 году построил на его месте по проекту архитекторов ван дер Нюлля и фон Зикарсдбурга новый, получивший его имя — Карл-театр. В театрах Карла развивался жанр венской народной комедии, ещё в Мюнхене у него выступали популярные комики Йозеф Гляйх и Карл Майзль, а позже в Вене он сформировал блестящую комическую труппу, в которую в разные периоды входили Нестрой, Шольц, Фридрих Хопп, Алоиз Гройс и Карл Тройман. Основанный им Карл-театр работал до конца 20-х годов XX века, пережив своего основателя более чем на 70 лет.